# Чувпило Олександр Олександрович
Олександр Олександрович Чувпило (нар.15 липня 1949) — український історик, доктор історичних наук, професор кафедри нової та новітньої історії історичного факультету Харківського національного університету імені В. Н. Каразіна.

## Біографія
Олександр Чувпило народився 15 липня 1949 року.
1971 року він закінчив історичний факультет Одеського державного університету імені І. І. Мечникова, після чого працював вчителем історії та суспільствознавства у середній школі с. Жовтень (нині Петровірівка) Ширяївського району Одеської області.
Протягом 1971—1976 років навчався в аспірантурі (з перервами) Харківського державного університету імені О. М. Горького.
У 1972—1973 роках служив у Радянській Армії.
У 1974 році він став викладачем, а згодом обіймав посади доцента та професора Харківського національного університету імені В. Н. Каразіна.
1977 року О. Чувпило успішно захистив кандидатську дисертацію «Внутрішня боротьба в Індійському національному конгресі з питань тактики і програми національно-визвольного руху (1922—1929 рр.)» під науковим керівництвом професора С. І. Сідельникова.
У 1980-ті роки на бібліотечному факультеті Харківського інституту культури читав також загальний курс «Новітня історія країн Європи та Америки».
У 1995 році він захистив докторську дисертацію «Ідейно-політична боротьба в Індійському національному конгресі (20-30-ті рр. XX ст.)».
Протягом листопада 1998 — листопада 2003 років був завідувачем кафедри нової і новітньої історії ХНУ імені В. Н. Каразіна.

## Громадська робота
О. Чувпило є членом спеціалізованих рад з захисту кандидатських і докторських дисертацій Інституту сходознавства НАН України та Харківської державної академії культури та членом Вченої ради історичного факультету ХНУ імені В. Н. Каразіна.
Також він є членом редколегії «Вісника Харківського університету» (серія «Історія») та збірнику «Актуальні питання вітчизняної та всесвітньої історії».

## Науковий доробок
Олександр Чувпило є автором понад 70 наукових праць. Займається дослідженням світогляду і діяльності борців за свободу Індії Мохандаса Карамчанда Ганді і Джавахарлала Неру.
Під його науковим керівництвом захищено 4 кандидатські дисертації.
Основні публікації
- Чувпило А. А. Основы дипломатической службы. — Харьков, 2001. — 34 с.
- Чувпило А. А. Краткий курс истории мировой дипломатии с древнейших времен и до наших дней. — Харьков, 2003. — 49 с.
- Чувпило А. А. История мировой дипломатии. Дипломатическая служба. — Харьков, 2004. — 112 с.
- Чувпило А. А. Боротьба в Індійському національному конгресі навколо доповіді М. Неру (1928—1929) // ВХУ. — 1974. — № 104. — С. 54—60.
- Чувпило О. О. Боротьба течій в Індійському національному конгресі (1924—1926 рр.) // ВХУ. — 1976. — № 145. — С. 83—90.
- Чувпило О. О. Боротьба течій в Індійському національному конгресі на сесії в Гайя (1922 р.) // ВХУ. — 1978. — № 167. — С. 31—38.
- Чувпило О. О. Індійський національний конгрес і профспілки (20-ті роки XX ст.) // ВХУ. — 1979. — № 182. — С. 71—79.
- Чувпило А. А. Индийская историография национально-освободительного движения 1918—1922 гг. в Индии // ВХУ. — 1983. — № 238. — С. 15—23.
- Чувпило А. А. Влияние социалистического строительства в СССР на политическую деятельность Джавахарлала Неру // ВХУ. — 1984. — № 266. — С. 102—109.
- Чувпило А. А. Индийская буржуазная историография о роли М. К. Ганди в национально-освободительном движении // ВХУ. — 1985. — № 268. — С. 47—54.
- Чувпило А. А. Индийская буржуазная историография о колониальной политике Англии в Индии (1917—1947 гг.) // ВХУ. — 1986. — № 296. — С. 82—89.
- Чувпило А. А. Борцы за свободу Индии о Великом Октябре и стране Советов // ВХУ. — 1987. — № 302. — С. 63—71.
- Индийский национальный флаг / Б. П. Зайцев, А. А. Чувпило // ВИ. — 1987. — № 3. — С. 184—188.
- Индийский национальный конгресс и халифатистское движение / Ю. Г. Литвиненко, А. А. Чувпило // ВННИ. — 1988. — Вып. 34. — С. 94—103.
- Чувпило А. А. Индийский национальный конгресс во время кампании гражданского неповиновения, 1930—1931 гг. // ВХУ. — 1992. — № 362: История. — Вып. 25. — С. 72—79.
- Чувпило А. А. Политический курс Индийского национального конгресса и внутрипартийные противоречия в 1931—1936 гг. // ВХУ. — 1992. — Вып. 26. — С. 62—73.
- Чувпило А. А. Внутрипартийная борьба в Индийском национальном конгрессе накануне Второй мировой войны (1936—1939) // ВХУ. — 1993. — № 374: История. — Вып. 27. — С. 96—104.
- Чувпило А. А. Внутрипартийный кризис и фракционная борьба в Индийском национальном конгрессе в 1934 г. // ВХУ. — 1994. — № 385: История.- Вып. 28.- С. 165—175.
- Чувпило А. А. Политический курс Индийского национального конгресса и внутрипартийная борьба в 30-е годы ХХ в.: Учеб. пособие / ХГУ. — Х., 1996. — 225 с.
- Чувпило А. А. Востоковедение в Харьковском университете (1917—1997 гг.) // Актуальні проблеми вітчизняної та всесвітньої історії. — Х., 1997. — С. 163—169.
- Чувпило А. А. Новый взгляд на политическую позицию С. Ч. Боса в 1938 г. // ВХУ. — 1997. — № 396: Історія. — Вип. 29. — С. 176—186.
- Чувпило А. А. Индийский национальный конгресс и международные отношения (1914—1929 гг.) // ВХУ. — 1998. — № 413: История. — Вып. 30. — С. 204—214.
- Чувпило О. О. Огляд джерел з історії боротьби Індійського національного конгресу за свободу і незалежність батьківщини // Сходознавство. — 2000. — № 11—12. — С. 219—228.
- Чувпило О. О. Стратегія і тактика Індійського національного конгресу напередодні масової кампанії неспівробітництва (1918—1920 рр.) // Вісник ХНУ. — 2001. — № 443. — Історія. — Вип. 33. — С. 62—71.
- Чувпило О. О. Життя та політична діяльність М. Неру // Збірник наукових праць. Серія «Історія та географія». — Вип. 7. — Харків, 2001. — С. 108—118.
- Чувпило О. О. Участь мусульман Британської Індії в гандистському русі неспівробітництва (1919—1922 рр.) // Вісник ХНУ. — 2002. — Історія. — Вип. 34. — С. 89—99.
- Чувпило О. О. Світогляд та політична діяльність С. Айснгара // Вісник ХНУ. — 2003. — № 594. — Історія. — Вип. 35. — С. 126—136.
- Чувпило О. О. Соціальні та економічні питання в діяльності Індійського національного конгресу (20—30-ті роки XX ст.) // Східний світ. — 2002. — № 2. — С. 78—83.
- Чувпило О. О. Політичні партії сучасної Індії // Методичний вісник історичного факультету. — 2003. — № 2. — С. 56—63.
- Чувпило О. О. Індійський національний конгрес і конституційні питання (1885—1947 рр.) // Східний світ. — 2004. — № 3. — С. 88—95.

## Бібілографія
- Чувпило Александр Александрович // Преподаватели исторического факультета Харьковского госуниверситета (1933—1991 гг.): Материалы к биобиблиогр. словарю / Сост.: Б. П. Зайцев, С. М. Куделко, С. И. Посохов. — Х., 1992. — С. 44—45.